# Łopata (Żółta Turnia)
Łopata – krótki żleb opadający z północno-zachodniego grzbietu Żółtej Turni w polskich Tatrach Wysokich do Doliny Czarnej Gąsienicowej. W dolnej części porasta go bujny Las Gąsienicowy, wyżej kosodrzewina i hale, a najwyższe partie są skalisto-piarżyste. Skalisto-piarżyste partie występują także wśród kosodrzewiny, szczególnie zaś na zboczach opadających do górnej części żlebu.
Nazwa Łopata występuje na mapach, nie wspomina o niej natomiast Władysław Cywiński, który w 18 tomie swojego przewodnika szczegółowo opisuje rejon Granatów. Należy więc przypuszczać, że jest to nazwa ludowego pochodzenia, obecnie nieużywana.